# Microplexia griveaudi
Microplexia griveaudi är en fjärilsart som beskrevs av Emilio Berio 1963. Microplexia griveaudi ingår i släktet Microplexia och familjen nattflyn. Inga underarter finns listade i Catalogue of Life.